# شبكة إيه أند إي
شبكة إيه أند إي هي شبكة تلفزيونية أمريكية مدفوعة تركز بشكل أساسي على البرمجة غير الخيالية، بما في ذلك الواقعية والجريمة الحقيقية والمسلسلات الوثائقية.

## تأسيس
تأسست الشبكة في عام 1984 باسم شبكة الفنون والترفيه، حيث ركزت في البداية على الفنون الجميلة والأفلام الوثائقية والدراما (بما في ذلك المسلسلات المستوردة من المملكة المتحدة). في عام 1995، أعيدت تسمية الشبكة باسم شبكة إيه أند إي، في محاولة للتقليل من التصورات السلبية لبرامج الفنون وتسويق الشبكة بشكل عام كبديل «مثير للتفكير» للقنوات التلفزيونية الأخرى. في عام 2002، على حساب برامجها الفنية، بدأت بالتركيز بشكل تدريجي على مسلسلات الواقع لجذب المشاهدين الصغار. بحلول عام 2017، كانت الشبكة قد ألغت البرامج النصية، مما يجعل الواقع يظهر تركيزها الأساسي.